# FC Schalke 04 II
A Fußballclub Gelsenkirchen-Schalke 04 e. V. II, vagy röviden Schalke 04 II, a klub a  Schalke 04 tartalék csapata. 2005-ig FC Schalke 04 Amateure néven szerepelt.

## Sikerlista
- Oberliga Westfalen
  - Bajnok: 2003
- Westfalenliga
  - Bajnok: 1992, 1997

## Játékosok

### Jelenlegi keret
2019. augusztus 22-i állapot szerint.
| # |     | Poszt | Név              |
| - | --- | ----- | ---------------- |
|   | POL | K     | Krystian Wozniak |
|   | GER | K     | Sören Ahlers     |
|   | GER | V     | Phil Halbauer    |
|   | GER | V     | Jonathan Riemer  |
|   | TUR | V     | Sandro Plechaty  |
|   | GER | V     | Björn Liebnau    |
|   | GER | V     | Görkem Can       |
|   | GER | V     | Mike Jordan      |
|   | GER | V     | Fabian Lübbers   |
|   | GER | KP    | Jason Ceka       |
|   | GER | KP    | Christian Eggert |

| # |     | Poszt | Név             |
| - | --- | ----- | --------------- |
|   | GER | KP    | Berkan Firat    |
|   | GER | KP    | Philip Fontein  |
|   | GER | KP    | Marcel Langer   |
|   | USA | KP    | Nick Taitague   |
|   | GER | KP    | Jan Eric Hempel |
|   | LAT | KP    | Jānis Grīnbergs |
|   | GER | KP    | Jonas Hofmann   |
|   | ESP | KP    | Umar Saho Sarho |
|   | GER | CS    | Randy Gyamenah  |
|   | GER | CS    | Fatih Candan    |

## Edzők
A Schalke 04 II edzői 1992-től sorolva.
- Klaus Fischer (1992–1995)
- Klaus Täuber (1995–2002)
- Gerhard Kleppinger (2002–2005)
- Mike Büskens (2005–2008)
- Sven Kmetsch (2008)
- Markus Högner (2008–2009)
- Oliver Ruhnert (2009–2010)
- Michael Boris (2010–2011)
- Bernhard Trares (2011–2014)
- Jürgen Luginger (2014–2017)
- Onur Cinel (2017–2018)
- Torsten Fröhling (2018–)

## Külső hivatkozások
- Hivatalos honlapja Archiválva 2015. január 25-i dátummal a Wayback Machine-ben (németül)
- FC Schalke 04 II a Weltfussball.de-n (németül)